# 特発性大腿骨頭壊死症
特発性大腿骨頭壊死症（とくはつせいだいたいこつとうえししょう、英語: Idiopathic osteonecrosis of the femoral head; IONもしくはONFH）は股関節の病気のひとつであり、詳細不明の機序から大腿骨上端の大腿骨頭で虚血をきたすことで壊死を、ひいては関節の変形・破壊をきたす。厚生労働省の特定疾患に指定されている。医療費の患者自己負担分について公的な助成（公費負担医療）を受けることができる。都道府県自治事務である。

## 症状
初期においては、歩行時、階段の昇降時などに痛みを感じる。進行すると安静時においても持続的な痛みがあり鎮痛剤が必要となる。また変形にともない関節の動く範囲が狭くなったり、跛行（はこう、足を引きずって歩く事）を生じたりする。骨頭壊死は大腿骨の骨頭の荷重部位に発症することが多いが、膝・肩・足関節にも併発することもあり(多発性骨壊死)、特にステロイド投与歴のある症例で多い。

## 原因
ステロイド剤全身投与・アルコール愛飲・喫煙などがリスク因子とされ、ステロイドに起因するものは投与開始から1～3ヵ月でMRI上の病変を認めるケースが多い。加えて全身性エリテマトーデスや腎移植もリスク因子として知られている。
家族歴も知られており、遺伝的素因から疾患感受性が変化する他因子遺伝病だと推測されている。

## 診断
厚生労働省の定める診断基準に基づく形で、X線所見・MRI所見・骨シンチグラム所見・病理所見などを総合してなされる。腫瘍由来の病変や色素性絨毛結節性滑膜炎・骨端異形成症といった疾患も診断基準を満たしうるため適宜除外を要し、また鑑別疾患として変形性股関節症などがある。ALP・血清カルシウム値・腫瘍マーカーといった生化学所見も参考とされうる。

## 治療
手術を行わない保存的治療と手術的治療にわかれ、病期・病型などに応じて方針を決定する。ステロイド投与歴のある者では内科的合併症の評価に注意を要する。

### 保存的治療
- 免荷・装具療法による疼痛緩和
- 物理療法・高圧酸素療法による疼痛緩和
- ビスホスホネート製剤投与による圧潰予防・疼痛増悪予防
- 筋力訓練
- 痛み止めの服用

### 手術的治療
- 骨穿孔による減圧
- 杉岡式回転骨切り術、内反骨切り術、人工股関節置換術
- 腓骨・腸骨などを用いた血管柄付き骨移植術
- 再生医療

## 疫学
日本においては男女比1.2～2.1:1とやや男性に多く、男女ともに概ね若年期～壮年期で好発。診断精度の違いなどから単純な比較はできないが、有病率は韓国・中国などに比して小さく算出されている。

## 公表している著名人
- 西浦颯大 - プロ野球選手（オリックス・バファローズ所属）。2020年11月、球団からのリリースで発症を公表[2]。復帰を目指すも病状が悪化し、2021年限りで引退。
- 坂口憲二 - 2018年3月に発症を公表し、無期限の芸能活動休止[3]。
- Ryoji - 2014年頃の発症を2016年10月に公表[4]。
- 美空ひばり - 死去2年前の1987年4月22日に発症を公表。
- 望月重良 - 元プロサッカー選手。2004年に診断され、その後引退までの3年間はリハビリをしながらプレーしていたことを公表した。
- だいたひかる - 2020年8月のブログに記載。
- かざり - 2017年、自衛隊所属していた頃、昇進出来なくなる位の痛みを伴い退官する。
- 堀ちえみ
- 千原ジュニア
- 柴田賢志